# Stearophora radicicola
Stearophora radicicola — вид грибів, що належить до монотипового роду Stearophora.